# Radiumhydroxid
Radiumhydroxid, Ra(OH)2 ist das Hydroxidsalz des Radiums.

## Gewinnung und Darstellung
Die Verbindung kann durch das Lösen von Radiumoxid in Wasser hergestellt werden.
{\displaystyle {\ce {RaO + H2O -> Ra(OH)2}}}

## Eigenschaften
Radiumhydroxid ist das löslichste Erdalkalimetallhydroxid und basischer als Bariumhydroxid. In Wasser gelöstes Radiumhydroxid zerfällt langsam in Radon, Wasserstoff und Sauerstoff.